# カシ豆腐
カシ豆腐（かしどうふ）は、高知県の伝統食品の一種。かしきりとも。天日干ししたアラカシの実（ドングリ）を用いて作られる。
外殻を除いた実の渋を抜き、細かく挽いて水を加えて煮詰めて型に入れて作る。ぬたをかけて食べる。
元々は土佐国の戦国大名・長宗我部元親が朝鮮出兵の際に日本に連行した捕虜が伝えたものだというが、韓国版wikiの「トトリムク」には「どんぐりを食べるようになったのは、朝鮮出兵の際に北に逃げた先祖がドングリを食べ、王宮に戻ってからトトリムクを出食すようになった」とある（韓国ではトトリムクというよく似た料理が食べられている）ので、時代が嚙み合わない。現在、高知県では安芸市にのみ残る食文化。